# Journal of Orthopaedic Trauma
Journal of Orthopaedic Trauma es una revista de ortopédica mensual, revisada por pares , publicada por Lippincott Williams & Wilkins. Se estableció en 1987. El editor en jefe es Roy W. Sanders.
Esta revista es la publicación oficial de la Asociación de Traumatología Ortopédica, la Sociedad Internacional para la Reparación de Fracturas, la Asociación Belga de Traumatología Ortopédica, la Sociedad Japonesa de Fracturas y la Sociedad Canadiense de Traumatología Ortopédica.

## Objetivos y alcance
La cobertura tópica incluye traumatismos de tejidos duros y blandos, relacionados con los siguientes tipos de lesiones: ligamentos, huesos, músculos, médula espinal y tendones. También se cubren los diagnósticos y el manejo de estas lesiones. Además, se cubren métodos y herramientas, como avances en instrumentos quirúrgicos, diagnósticos efectivos y avances en procedimientos quirúrgicos. Esta revista también cubre prótesis e implantes, así como bioplásticos y biometales, fisioterapia y rehabilitación.

## Resumen e indexación
La revista está resumida e indexada en las siguientes bases de datos:
- Índice de citas científicas
- Búsqueda científica
- Current Contents /Medicina Clínica
- Index Medicus
- MEDLINE
- PubMed

## Métricas de revista
2022
- Web of Science Group : 2.512
- Índice h de Google Scholar:128
- Scopus: 2.482